# Marguerite Yourcenar
Marguerite Cleenewerck de Crayencour (Bruselas, Bélgica; 8 de junio de 1903-Bar Harbor, Mount Desert Island, Maine, Estados Unidos; 17 de diciembre de 1987), conocida como Marguerite Yourcenar (primer seudónimo, inventado con las letras de "Crayencour" menos una "c", y luego de nacionalizarse, nombre oficial), fue una novelista, ensayista, poeta, dramaturga y traductora francesa nacionalizada estadounidense en 1947. Sobresale por sus novelas históricas escritas con un tono poético y rasgos de erudición.
Fue una de las escritoras más respetadas en lengua francesa y la primera mujer en entrar en la Academia de este país (Francia). Publicó novela, ensayo, poesía y tres volúmenes de memorias familiares que tuvieron una gran acogida por parte de la crítica y los lectores. Su obra más famosa es la novela histórica Memorias de Adriano (1951).

## Biografía

### Primeros años
Marguerite Antoinette Jeanne Marie Ghislaine Clenewerck de Crayencour nació en Bruselas (Bélgica). Su madre, Fernande de Carttier de Marchienne, que provenía de una familia aristocrática belga, murió a los diez días de su nacimiento por complicaciones en el parto, y la niña fue educada por su padre, Michel-René Clenewerck de Crayencour, que tenía 50 años cuando ella nació y que provenía de una familia aristocrática francesa. Hasta los 10 años vivieron en la casa familiar regentada por la abuela paterna Noemi Dufresne, en el norte de Francia, Mont Noir, en Saint-Jans-Cappel (región Nord, actual Hauts de France (fr) ), cerca de la frontera con Bélgica. Yourcenar leía a Racine y a Aristófanes a la edad de ocho años. Su padre le enseñó latín a los 10 y griego clásico a los 12. Después de la muerte de su abuela en 1910, su padre vendió la propiedad familiar en 1913, en contra de la opinión de su otro hijo Michel-Joseph, fruto de un matrimonio anterior y adquirió una casa de verano en Ostende. A partir de entonces la niñez de Marguerite transcurrió entre Lille, la casa de Ostende y largas estancias en la costa azul en Menton o Montecarlo, donde su padre acudía con asiduidad porque era muy aficionado al juego.
Los combates de la Primera Guerra Mundial los obligan a huir de Ostende y refugiarse en Londres. La casa de Ostende es destruida y antes del fin de la guerra se trasladan a París. En medio del ambiente belicista y antialemán que se vive allí, su padre le da a leer las obras de Romain Rolland, ferviente pacifista, que le causan una impresión perdurable. Después de la guerra se trasladan a Montecarlo, con frecuentes viajes a Italia y a Suiza, en Montreux o Lausana, donde su padre acaba instalándose cuando le diagnostican el cáncer que acabaría con su vida poco después.
Marguerite, que nunca acudió a la escuela, recibía la educación básica a través de preceptores y la completaba por los consejos de su padre, que era muy inconformista y había llevado siempre una vida errante por toda Europa en los lugares preferidos por la aristocracia de la época. Su padre, que tenía aficiones literarias, le dio a leer desde muy joven las obras de los mejores escritores europeos de la época como Flaubert, Maeterlinck o Rilke y le introdujo a los autores clásicos como Virgilio, que eran una de sus preferencias. Tenían un método de lectura en voz alta compartido en que se iban alternando en la lectura de la misma obra. Cuando Marguerite muestra sus inclinaciones hacia la escritura, su padre se las alienta de manera firme y encarga la publicación a su costa, en 1921 y 1922, de las primeras obras de la escritora, los poemarios El jardín de las quimeras y Los dioses no han muerto, que ella después apartó del corpus de sus obras que se publicó en la Biblioteca de la Pléiade.

### Viajes y escritura
A partir de 1919 abandona su apellido real y empieza a firmar como Marguerite Yourcenar, siendo este un anagrama de Crayencour (sin una "c") que creó conjuntamente con su padre. Su primera novela, Alexis o el tratado del inútil combate, fue publicada en 1929 poco después del fallecimiento de su padre en Lausana, el cual la leyó poco antes de morir y la calificó de "límpida". Esta breve obra fue bien acogida por la crítica, especialmente por Edmond Jaloux, que señaló las influencias de Gide en su temática y destacó su estilo clásico y austero. Se trata de una larga carta en la cual un hombre, músico acreditado, le confiesa a su esposa su homosexualidad y su decisión de abandonarla en un deseo de verdad. La esposa, Monique, no es otra que Jeanne de Vietinghoff, amiga íntima de su madre y que a la muerte de esta, los invita a su padre y a ella a pasar los veranos en la casa de vacaciones de su familia en la playa de Scheveningen, ya que se habían prometido con su madre ocuparse de los hijos de la otra, si una de ellas moría. La situación de su matrimonio con un barón de la antigua familia livonia de los Vietinghoff, Conrad von Vietinghoff, era similar a la descrita en la novela y tenía dos hijos. El mayor Egon, de la misma edad que Marguerite, que después fue pintor y filósofo y el pequeño Alexis, que murió muy pronto. Su padre se enamora de Jeanne, aunque se distancian pronto y esta representa para Marguerite durante toda su vida el modelo de belleza y de inteligencia femenina. Jeanne murió en 1926, a los 50 años, de cáncer de hígado. Le dedicó su siguiente obra La nueva Eurídice publicada en 1931, por la editorial Grasset, gracias al escritor André Fraigneau, lector de la editorial, cuatro años más joven que ella, con el cual establecerá a partir de entonces una intensa relación literaria, que ella habría deseado llevar más allá, a pesar de las inclinaciones homosexuales de los dos. 
Tras la muerte de su padre, Marguerite le retira la administración de sus bienes a su hermanastro Michel e invierte lo que obtiene para que le permita dedicarse a la escritura durante unos diez años. Inicia una vida errante como la de su padre, primero continuando sus viajes a Italia, a Roma y a Nápoles, donde había asistido años atrás a los acontecimientos iniciales del fascismo, como la marcha sobre Roma. De esas estancias surge su obra El denario del sueño, publicada en 1934. En ese mismo año también publica La muerte conduce la trama.
En 1934 inicia una serie de viajes veraniegos a Grecia, a la que confirma como su patria espiritual. Allí conoce a Andreas Embirikos, gran personalidad intelectual, proveniente de una familia de armadores, psicoanalista, poeta y escritor, además de comunista. Entablan una estrecha relación personal, intelectual y seguramente íntima, haciendo frecuentes viajes en barco por las islas griegas. En el verano de 1936 el poeta Constantin Dimaras, un año menor que ella, le da a conocer los poemas de Cavafis, al que había conocido antes de su muerte. Marguerite queda fascinada por sus poemas y propone a Dimaras hacer una traducción conjunta al francés de los mismos. Dimaras explica que hicieron esta traducción en el mismo verano de 1936 en su casa de Atenas con gran dificultad debido a sus discrepancias respecto a la traducción, que Dimaras prefería literal y Yourcenar prefería más libre reelaborando los versos para que tuvieran una entidad propia en francés. Se impuso esta postura, pero Dimaras cree que la traducción pierde el clima mórbido de los poemas de Cavafis. En estos años en Grecia mantiene una relación íntima continuada, que siempre recordó, con Lucy Kyriakos, prima de la mujer de Dimaras, que estaba casada y tenía un hijo.
Para completar los pequeños ingresos que le reportaban sus obras, que no tenían muchas ventas por entonces, tradujo al francés Las olas de Virginia Woolf, reuniéndose con la escritora en su casa de Bloomsbury para aclarar algunos aspectos de su versión, por otro lado muy libre, publicada en 1937. Posteriormente también tradujo en 1939 Lo que Maisie sabía de Henry James, que fue publicada en 1947, y obras de Yukio Mishima.
En 1938 publica dos libros, Los sueños y las suertes en Grasset y Cuentos orientales en La Nouvelle Revue Française (NRF), que la había contratado por recomendación de Paul Morand, quien apreciaba mucho sus obras. El primero es un conjunto de transcripciones poéticas de sus sueños, a la manera de Rilke. El segundo es un conjunto de cuentos sobre leyendas de las culturas de oriente, especialmente la India y Japón, que se han convertido ya en uno de los intereses fundamentales de su pensamiento y se reflejan en su obra.
También en 1938, aunque se publica en NRF en 1939, escribe de una tirada, en un mes, la novela corta El tiro de gracia, que es reconocida hasta por sus mayores detractores como una obra maestra. Sobre el trasfondo de las guerras bálticas posteriores a la revolución rusa de 1917, entre blancos y rojos, nos describe las relaciones complejas de tres personas, dos amigos, compañeros de armas en el ejército blanco, y la hermana de uno de ellos, que se enamora del otro llamado Egon, pero es rechazada. Ella acaba en el bando rojo, es hecha prisionera y pide que la ejecute su amado. La narración tiene el estilo austero del Alexis, pero aún más despojado y áspero, sobre todo respecto a la figura del protagonista real, el aristócrata Egon. Es una tragedia contemporánea que parece reflejar una historia real, según Yourcenar. Por otro lado se puede apreciar en el personaje de Egon una representación física y moral de André Fragineau, como el mismo reconoció, a pesar de que Yourcenar atribuye a Egon 10 años más. Edmond Jaloux indicó en su crítica que la obra poseía el hálito terrible de lo verdadero, que siempre es más sobrecogedor que lo que es fruto de la imaginación.

### Entre Estados Unidos y Europa
En 1939, para que pudiera escapar de los problemas bélicos, su mejor amiga en ese momento, una traductora norteamericana llamada Grace Frick a la que había conocido en París en 1937, la invita a Estados Unidos, donde dará clases de Literatura comparada en la ciudad de Nueva York. Yourcenar era bisexual, ella y Frick se harán amantes y seguirán juntas hasta la muerte de esta en 1979 a consecuencia de un cáncer de mama. Se instalan en Hartford (Connecticut), donde Grace es jefe de estudios de un College de la Universidad. En 1943, debido a que ya ha gastado toda su herencia, y para no depender completamente de Frick, Marguerite comienza a trabajar como profesora de francés e italiano en el College femenino Sarah Lawrence, en Bronxville, al norte de Nueva York, un establecimiento muy elitista, que utiliza pedagogía avanzada y en el que también enseñó por aquellos años Mary McCarthy. Enseña allí hasta 1953, con un paréntesis de un año en 1950, que utilizó para acabar la redacción de las Memorias de Adriano.
En 1947 obtuvo la nacionalidad norteamericana y comienzan a pasar los veranos en Mount Desert Island en la costa de Maine, donde Grace comprará una casa que llaman Petite Plaisance, en la que se instalan definitivamente a comienzos de los años cincuenta. En 1951 publica en París su muy documentada novela histórica Mémoires d'Hadrien (en español Memorias de Adriano), en la que estuvo trabajando a lo largo de una década. En Memorias de Adriano, Yourcenar recrea la vida y muerte de una de las figuras más importantes del mundo antiguo, el emperador romano Adriano. La obra está escrita a modo de larga carta del emperador a su nieto adoptivo y futuro sucesor, Marco Aurelio. Adriano le explica su pasado, describiendo sus triunfos, su amor por Antínoo y su filosofía. Memorias de Adriano fue una novela pionera que ha servido de influencia en la posterior novelística histórica y se ha convertido en una obra maestra de la literatura moderna.
La novela Memorias de Adriano obtuvo un éxito inmediato y una gran acogida por parte de la crítica. Su presentación fue el motivo para volver a Francia después de doce años de ausencia. A partir de entonces ella y Grace viajan a Europa casi todos los años en invierno y primavera para dar conferencias, reanudar los viajes a los que era tan aficionada y también para evitar los rigurosos inviernos de Mount Desert. Además de Francia, vuelve a Suiza e Italia y visita también Holanda y Escandinavia. En Leningrado se siente decepcionada al constatar la presencia asfixiante de un estado policial. A principios de 1954 visitan Lisboa, después pasan la Semana Santa en Sevilla y van a Granada, donde visitan el lugar probable del asesinato de Federico García Lorca, dirigiendo una emotiva carta al respecto a la hermana del poeta.
En esa época propone a Gaston Gallimard la publicación de la traducción de los poemas de Cavafis que había hecho en los años treinta con Constantin Dimaras y se publican con una introducción crítica en 1958.
En 1965 publica su obra Opus nigrum (La obra en negro), que tiene como protagonista al médico, filósofo y alquimista Zenón, ambientada en la Europa del siglo XVI. Yourcenar marca la transición entre la Edad Media y el Renacimiento con gran maestría. Zenón es un sabio con "la rabia del saber" que se ve expuesto a los prejuicios, dogmas religiosos y supersticiones fuertemente arraigados en el pensamiento Europeo de aquel siglo. Otra de sus obras más aclamadas es Fuegos, escrita en 1935, y que alterna relatos basados en mitos clásicos con algunos fragmentos sobre la pasión amorosa.
Muy a su pesar, durante los años setenta tuvo que permanecer casi recluida en Mount Desert, por decisión propia para acompañar a su pareja Grace, que padecía cáncer de mama, hasta su muerte en 1979. Este fue un periodo difícil para Marguerite, que amaba viajar, pero le permitió redactar los dos primeros volúmenes de la trilogía de memorias familiares El laberinto del mundo: Recordatorios, que trata de la historia de la familia materna y Los Archivos del Norte, que trata de la familia de su padre.

### La primera «inmortal»
Ganadora de los premios Femina y Erasmus, en 1980 fue la primera mujer elegida miembro de número de la Academia francesa (cuyos miembros son llamados «los inmortales»), aunque desde 1970 ya pertenecía a la Academia belga. Su elección fue propuesta por Jean d'Ormesson, que tuvo que vencer la oposición de casi todo el resto de miembros, para ocupar el sillón dejado vacante por Roger Caillois, con quien Marguerite había tenido relaciones cordiales antes de la guerra y sobre quien versó su brillante discurso de ingreso, al que asistió el presidente de la República, Valéry Giscard d'Estaing. Luego también conoció y mantuvo muy buena relación con François Mitterrand, que era un lector apasionado de su obra.
En 1980 se publicó el libro Con los ojos abiertos: conversaciones con Marguerite Yourcenar, de Matthieu Galey en el que este periodista consigue que manifieste sus puntos de vista sobre algunos temas que nunca había querido abordar en público y que facilitan el conocimiento de su pensamiento por parte de sus lectores.
Desde 1980 hasta su muerte en diciembre de 1987, volvió a viajar acompañada ahora por el joven fotógrafo Jerry Wilson, a quien había conocido poco antes cuando formaba parte de un equipo de televisión que fue a entrevistarla a Petite Plaisance. Aparte de recorrer sus lugares habituales en Europa, fueron a Egipto, Marruecos, Japón y la India. De estos viajes, especialmente de las estancias en Japón y la India, salieron los dos últimos libros de la escritora, publicados póstumamente: Peregrina y extranjera y Una vuelta por mi cárcel. Jerry Wilson murió de sida en París en 1986. 
Existe una anécdota ya bien conocida del encuentro de Yourcenar con el célebre escritor argentino Jorge Luis Borges. En 1986, seis días antes de la muerte de Borges, estos dos autores se encontraron en Ginebra, donde Yourcenar le preguntó: "Borges, ¿cuándo saldrás del laberinto?". Él le respondió: "Cuando hayan salido todos". Ese mismo año, Yourcenar dictó una conferencia sobre Borges en la Universidad de Harvard. 

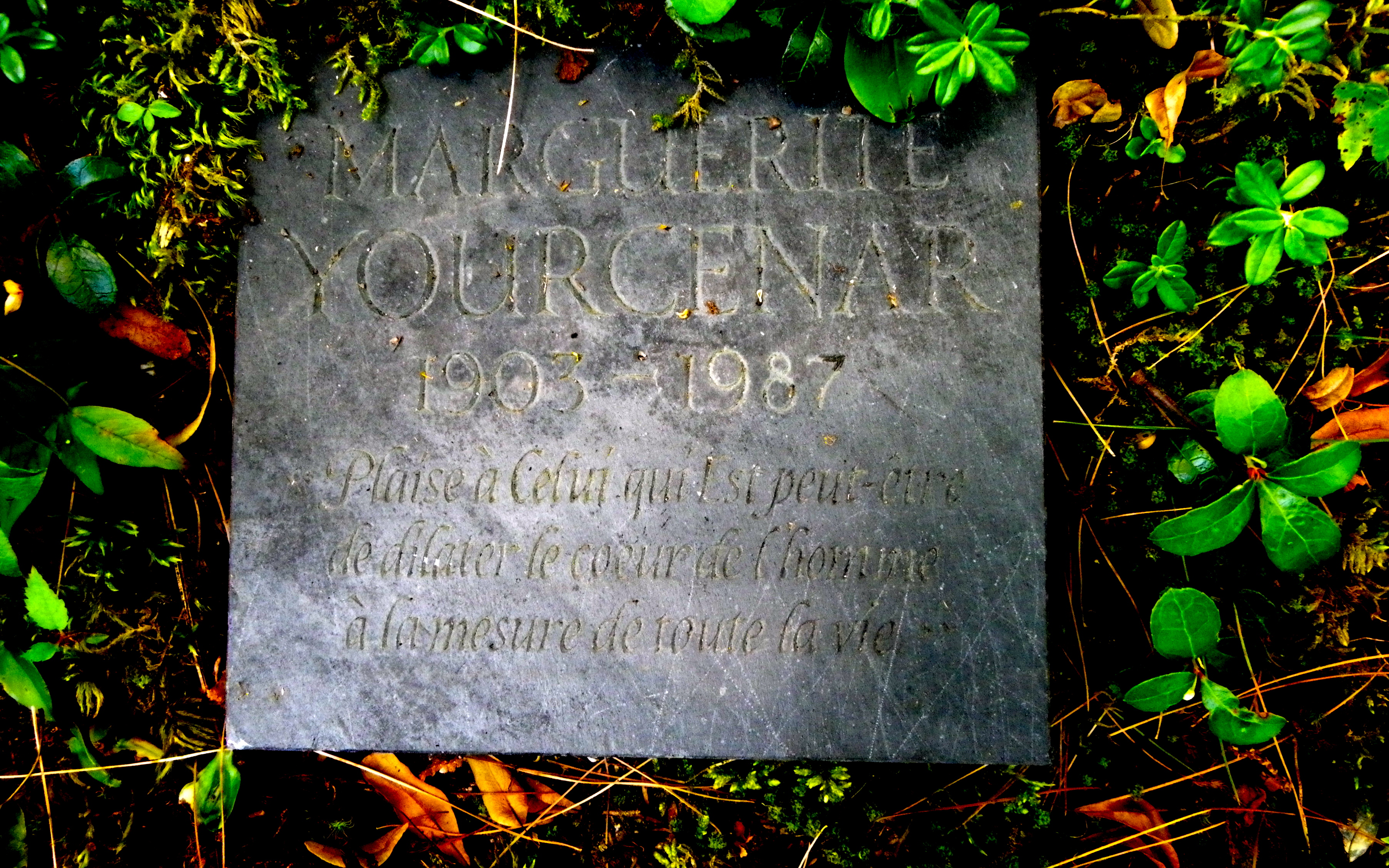
Lápida de Marguerite Yourcenar

Yourcenar vivió la mayor parte de su vida en su casa Petite Plaisance, en Mount Desert Island, en el estado de Maine, y sus restos descansan en la misma isla junto a los de la compañera de toda su vida Grace Frick, en una sencilla tumba en el Brookside Cemetery de Somesville. La casa de ambas es ahora un museo dedicado a su memoria, abierto al público durante los veranos. 
Legó sus archivos personales y literarios a la Harvard University de Cambridge. En su Houghton Library pueden ser consultados libremente miles de cartas, fotografías y manuscritos, excepto algunos documentos, que quedarán liberados en 2057. En Bruselas, su ciudad natal, existe también, desde 1989, el Centre International de Documentation Marguerite Yourcenar (CIDMY), que atesora numerosos fondos gráficos y escritos y ofrece información puntual sobre actividades y publicaciones relacionadas con la afamada autora.

## Obras
- El jardín de las quimeras (Le jardin des chimères) (1921) (poemas)
- Los dioses no han muerto (Les dieux ne sont pas morts) (1922) (poemas)
- Alexis o el tratado del inútil combate (Alexis ou le traité du vain combat) (1929) (novela)
- La nueva Eurídice (La nouvelle Eurydice) (1931)[13]
- El denario del sueño (1934) (novela)
- La muerte conduce la trama (1934) (novela)
- Fuegos (Feux) (1936) (poemas en prosa)
- Los sueños y las suertes (Les songes et les sorts) (1938)
- Cuentos orientales (Nouvelles orientales) (1938)
- El tiro de gracia (Le coup de grâce) (1939)
- Memorias de Adriano (Mémoires d'Hadrien) (1951) (novela, traducida al español por Julio Cortázar, entre otros)
- Electra o la caída de las máscaras (Électre ou la chute des masques) (1954)
- Las caridades de Alcipo (Les charités d'Alcippe) (1956)
- Présentation critique de Constantin Cavafy suivie d’une traduction des Poèmes par M. Yourcenar et Constantin Dimaras (el), Paris, Gallimard, 1958 (réédition dans la collection poésie/Gallimard en 1978 et 1994), (ISBN 2070321754)
- A beneficio de inventario (1962) (ensayos)
- Opus nigrum (L'Œuvre au noir) (1968) (Prix Femina)
- Teatro I y Teatro II (1971) (obras teatrales)
- Recordatorios (Souvenirs pieux) (1973) (primera parte de la trilogía familiar El laberinto del mundo)
- Archivos del norte (Archives du Nord) (1977) (segunda parte de la trilogía familiar El laberinto del mundo)
- El cerebro negro de Piranèse (Le cerveau noir de Piranèse) (1979) (ensayo)
- Mishima o la visión del vacío (Mishima ou la vision du vide) (1980) (ensayo)
- Como el agua que fluye (Comme l'eau qui coule: Anna, soror…, Un homme obscur, Une belle matinée) (1982)
- El tiempo, gran escultor (Le temps, ce grand sculpteur) (1983) (ensayos)
- ¿Qué? La eternidad (Quoi? L'Éternité) (1988) (tercera parte de la trilogía familiar El laberinto del mundo, publicada póstumamente; inacabada)
- Peregrina y extranjera (En pèlerin et ètranger) (1989) (recopilación póstuma de ensayos).
- Una vuelta por mi cárcel (Le tour de la prison) (1991) (recopilación realizada por la autora de catorce textos de viajes, la mayor parte sobre Japón y el último inacabado, publicada póstumamente).

### Castellano
- Cómo leer a Marguerite Yourcenar, de Teófilo Sanz. ISBN 84-334-0810-0
- Marguerite Yourcenar: la invención de una vida, de Josyane Savigneau. ISBN 978-84-204-2680-8
- Marguerite Yourcenar: vida y obra en espiral, de Manuela Ledesma Pedraz. ISBN 978-84-89869-95-0
- Con los ojos abiertos: conversaciones con Marguerite Yourcenar, de Matthieu Galey (1980) (entrevistas). ISBN 978-84-7432-150-0
- Marguerite Yourcenar. Qué aburrido hubiera sido ser feliz, de Michèle Goslar. ISBN 978-84-493-1307-3
- Marguerite Yourcenar: la pasión y sus máscaras, de Michèle Sarde.
- Marguerite Yourcenar. Cartas a sus amigos, edición preparada, presentada y anotada por Michèle Sarde y Joseph Brami, con la colaboración de Elyane Dezon-Jones. ISBN 84-204-2864-7
- Marguerite Yourcenar: Erotismo, Alquimia y Otros Saberes, Mª del Carmen Fernández Díaz. VI Premio de Ensayo Miguel de Unamuno 2005 del Ayto. de Bilbao. ISBN 84-96313-31-X
- Marguerite Yourcenar. Entrevista con Bernard Pivot, serie Los monográficos de Apostrophes, DVD, EAN13: 8435049133020 Editrama. (Original en francés con subtítulos en español y catalán)
- "Presencia del tema de la muerte en la obra narrativa de Marguerite Yourcenar", Miguel Ángel Díaz Martínez-Falero. Tesis doctoral. Universidad de Murcia. ISBN: 978-84-691-0384-5. Depósito Legal: MU-184-2008.

### Inglés
- George Rousseau: Marguerite Yourcenar: A Biography. London: Haus Publishing (2004). ISBN 1-904341-28-4
- Judith Holland Sarnecki: Subversive Subjects: Reading Marguerite Yourcenar (2004).
- Josyanne Savigneau: Marguerite Yourcenar: Inventing a Life, 1993.
- Marguerite Yourcenar en Books and Writers, kirjasto.sci.fi.